# Thalía con banda: Grandes éxitos
Thalía con Banda - Grandes Éxitos é a segunda compilação da cantora mexicana Thalía, lançada em 28 de agosto de 2001, pela gravadora EMI. O lançamento ocorreu enquanto alguns dos singles de seu bem-sucedido álbum Arrasando (2000) ainda estavam sendo divulgados, tais como: "Arrasando", "Reencarnacion" e "It's My Party."
O álbum inclui dez dos maiores sucessos de Thalía refeitos em estilo banda, além de duas novas faixas: "La Revancha" e "Cuco Peña", e dois remixes de bônus: "Piel Morena" e "Amor a la mexicana". 
O álbum foi indicado na terceira edição do Grammy Latino, em 2002, na categoria de Melhor Álbum de Banda. 
Comercialmente, tornou-se um sucesso. Nos Estados Unidos foi certificado com um disco de platina pela Recording Industry Association of America (RIAA), por mais de 100 mil cópias vendidas no país.

## Antecedentes e produção
Após o sucesso dos três primeiros álbuns de estúdio de Thalía pela EMI, que alcançaram vendas multimilionárias de acordo com a revista Billboard, a cantora e sua gravadora decidiram lançar um disco com suas canções de sucesso. No entanto, ao invés de lançar uma compilação com as versões dos álbuns, Thalía decidiu reunir os sucessos anteriores arranjados com o estilo banda. 
O álbum foi produzido por Memo Gil e contou com arranjos de Adolfo e Omar Valenzuela e Pancho Ruíz, compositores do gênero musical banda. Os baixos  foram gravados em Los Mochis, Sinaloa e sobre o álbum Thalía disse que é "música completamente mexicana, muito das nossas raízes (…) é um sonho que sempre desejei e que finalmente irei realizar".
O projeto foi lançado no Hacienda de Los Morales, um dos restaurantes mais típicos da Cidade do México.

## Desempenho comercial
Comercialmente, tornou-se um sucesso. Na Espanha, foi o primeiro álbum regional mexicano a receber uma certificação por vendas no país. Em mercados como República Tcheca, Portugal, Rússia, Canadá, Israel e Bulgária apareceu nas paradas musicais. Além disso, estreou no número 27 nas paradas húngaras, e permaneceu três semanas no número um na Grécia.
Em setembro de 2001, recebeu a certificação de ouro no México.  O single "Amor a la Mexicana (versão banda)" ficou quatro semanas na posição número um no país.
Nos Estados Unidos foi certificado como "Disco De Platina" pela Recording Industry Association of America (RIAA) por ter atingido vendas de mais de 100.000 cópias.

## Recepção critica
| Críticas profissionais | Críticas profissionais |
| Avaliações da crítica  | Avaliações da crítica  |
| Fonte                  | Avaliação              |
| ---------------------- | ---------------------- |
| AMG                    | 4 de 5 estrelas.       |
| Billboard              | Favorável              |

O álbum recebeu críticas favoráveis dos críticos musicais. 
Drago Bonacich do site AllMusic deu ao álbum quatro de cinco estrelas. 
Leila Cobo da Billboard deu uma crítica favorável ao álbum e destacou os vocais fortes de Thalía, embora ela reclame que os comentários sussurrados frequentes em algumas canções são "perturbadores". [carece de fontes?]
Em reportagem sobre o álbum, a revista ¡HOLA! o elogiou e afirmou: “Thalia está mais uma vez na linha da frente” e que mais uma vez ela “nos surpreende com uma imagem totalmente renovada (...) se reinventa mais uma vez, mostrando porque continua a ser número um."
O álbum foi nomeado para um Grammy Latino de Melhor Álbum de Banda no 3rd Annual Show, em 2002.

## Lista de faixas
| Thalía con Banda: Grandes Exitos |                                      |                                                              |         |  |
| N.º                              | Título                               | Compositor(es)                                               | Duração |  |
| 1.                               | "Amor a la Mexicana"                 | Mario Pupparo                                                | 4:02    |  |
| 2.                               | "Piel Morena (Versão Banda)"         | Kike Santander                                               | 4:39    |  |
| 3.                               | "Rosalinda (Versão Banda)"           | Kike Santander                                               | 3:55    |  |
| 4.                               | "Quiero Hacerte el Amor"             | Daniel Garcia, Mario Schajris                                | 3:49    |  |
| 5.                               | "Arrasando (Versão Banda)"           | Thalia, Emilio Estefan Jr., Lawrence P. Dermer, Robin Dermer | 4:00    |  |
| 6.                               | "Cuco Peña"                          | Thalia                                                       | 3:51    |  |
| 7.                               | "Por Amor (Versão Banda)"            | Kike Santander                                               | 3:56    |  |
| 8.                               | "Entre el Mar y una Estrella"        | Marco Flores                                                 | 3:32    |  |
| 9.                               | "María la del Barrio (Versão Banda)" | Viviana Pímstein, Paco Navarrete                             | 3:57    |  |
| 10.                              | "Noches sin Luna (Versão Banda)"     | Jose Miguel Velasquez, Kike Santander                        | 3:51    |  |
| 11.                              | "La Revancha"                        | Thalia                                                       | 4:03    |  |
| 12.                              | "Gracias a Dios"                     | Juan Gabriel                                                 | 3:47    |  |
| 13.                              | "Amor a la Mexicana (Emilio Mix)"    | Mario Pupparo                                                | 4:00    |  |
| 14.                              | "Piel Morena (Emilio Mix)"           | Kike Santander                                               | 4:46    |  |
| Duração total:                   | Duração total:                       | Duração total:                                               | 56:14   |  |

## Desempenho nas tabelas musicais
| Chart (2001)                               | Posição |
| ------------------------------------------ | ------- |
| Billboard Top Latin Albums                 | 2       |
| Billboard 200                              | 166     |
| Espanha (Promusicae)                       | 7       |
| Grécia (IFPI Grécia)                       | 1       |
| Hungria (MAHASZ)                           | 17      |
| México (Billboard Regional Mexican Albums) | 2       |

## Certificações e vendas
| Região                                                                                 | Certificação | Vendas/distribuição |
| -------------------------------------------------------------------------------------- | ------------ | ------------------- |
| Espanha (Promusicae)                                                                   | Ouro         | 50,000^             |
| EUA (RIAA)                                                                             | Platina      | 100,000^            |
| México (AMPROFON)                                                                      | Ouro         | 75,000^             |
| Resumos                                                                                |              |                     |
| Mundialmente                                                                           |              | 500,000             |
| *vendas baseadas apenas na certificação ^distribuições baseadas apenas na certificação |              |                     |